# David Blatt
David Blatt (Boston, 22 de maio de 1959) é um ex-basquetebolista profissional e treinador norte-americano israelense.
Fez carreira no basquetebol israelense. Comandou a Seleção Russa de Basquetebol Masculino entre 2006-2012. Nos Jogos Olímpicos de Londres 2012, levou a seleção a medalha de bronze. Na NBA comandou o Cleveland Cavaliers entre 2014-2016.       